# Séchoir à main

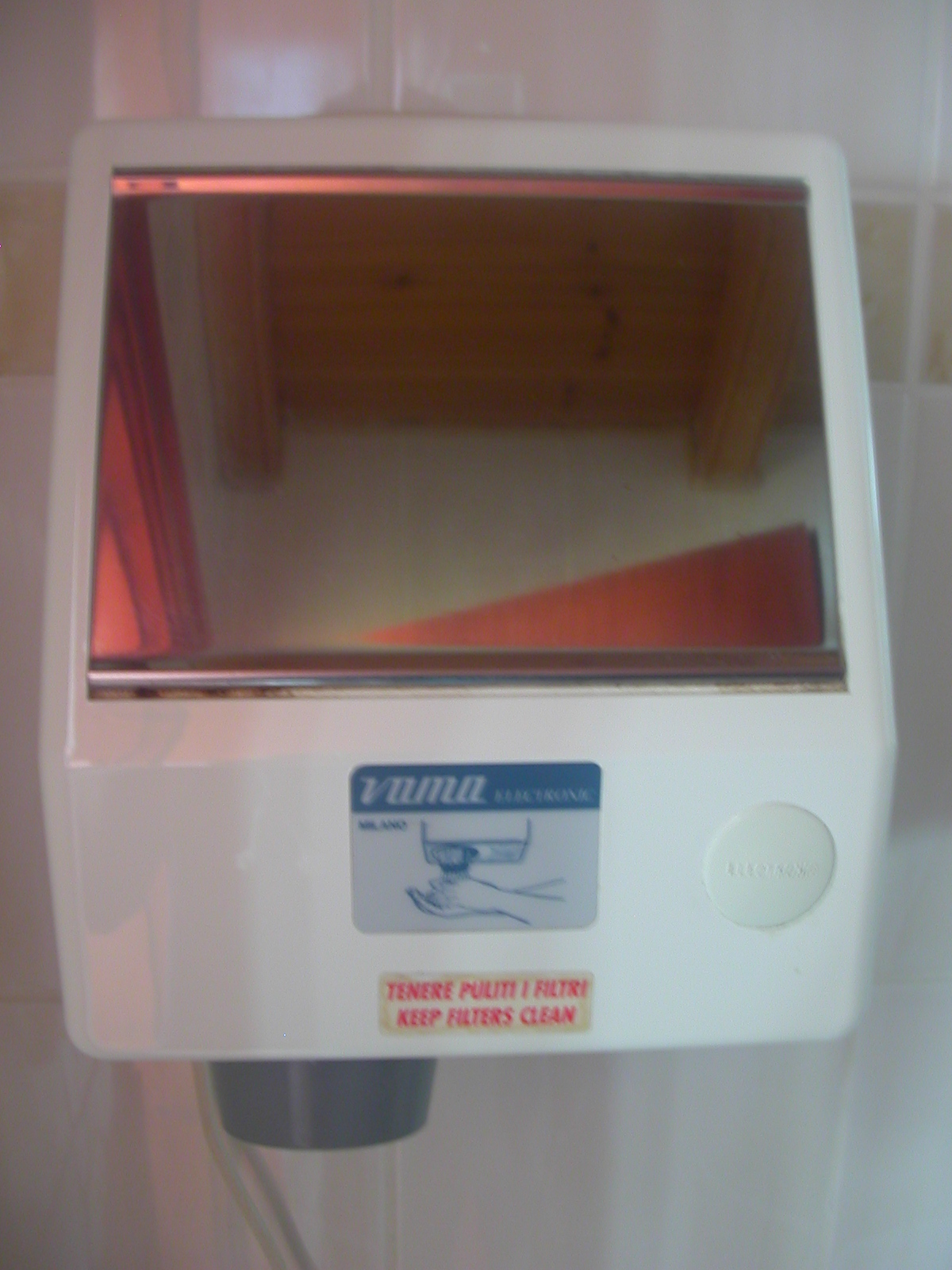
Un séchoir à main à bouton poussoir.

Un séchoir à main est un appareil électrique capable de souffler de l'air, qui est installé aux murs des toilettes publiques pour permettre à leurs usagers, après qu'ils se sont lavé les mains au lavabo, de se les sécher. Son fonctionnement peut être déclenché par un bouton poussoir ou par un détecteur de mouvement à infrarouge ; il est équipé d'une minuterie afin qu'il s'éteigne automatiquement après une durée prédéterminée.

## Santé
Selon certaines études (notamment celle du laboratoire d'hygiène de la ville de Paris qui s'applique au monde civil, celle de l'université de Westminster commandée par la European Tissue Symposium en 2008 ou celles qui s'appliquent au monde médical), utiliser un séchoir à air chaud favoriserait la prolifération de bactéries sur les mains. Elles révèlent notamment que les débits d'air des séchoirs à air chaud est souvent insuffisant et que rares sont les gens à utiliser ce type de séchoir assez longtemps pour se sécher les mains, ce qui entraîne une augmentation des bactéries sur les doigts de 194 % puisque les mains sont chaudes et humides (ces séchoirs laissant 53 % d'humidité après quarante secondes). Par comparaison, les essuie-mains en papier éliminent 90 % de l'humidité en dix secondes, ce qui fait disparaître entre 51 % et 76 % des bactéries sur les doigts. Aussi l'utilisation de serviettes en papier ou de séchoir électrique à air froid est préférable, notamment en période d'épidémie. 
Il existe néanmoins quelques études, moins nombreuses mais parfois éditées dans des revues scientifiques à comité de lecture qui montrent que les séchoirs à air chaud sont plus hygiéniques que la serviette en papier ou que la différence entre les deux est minime.

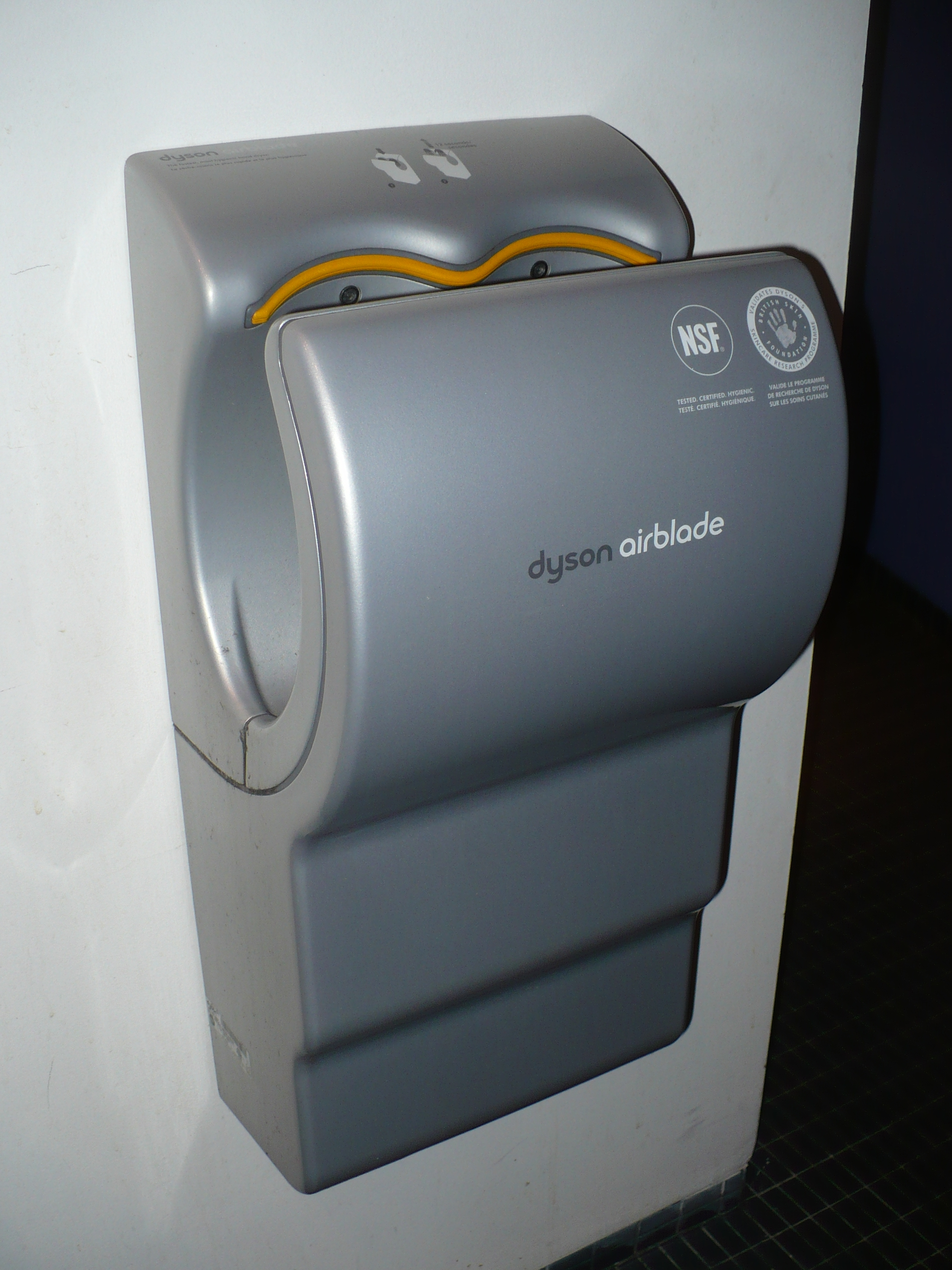
Sèche-mains à air pulsé Dyson Airblade.

Outre le problème de l'humidité et du temps de séchage, les sèche-mains à air pulsé créent des aérosols et peuvent ainsi diffuser des microbes qui viennent du séchoir lui-même. D'après le constructeur Dyson, ce risque serait plus limité pour les sèche-mains équipés d'un filtre HEPA. Le constructeur recommande par ailleurs la conformité au protocole NSF P335 de la National Science Foundation. Il convient de remarquer toutefois que ce protocole a été conçu avec un représentant de la marque Dyson et qu'aucun autre fabricant ne se réfère à ce protocole.
Quand il n'y a que le séchoir à air chaud à disposition, le docteur Frédéric Saldmann, spécialiste de l'hygiène, préconise l'utilisation d'un gel hydro-alcoolique, d'un mouchoir jetable ou du papier toilette.

## Évolution
Le sèche-mains (ou le sèche-main (sans s) en nouvelle orthographe) a eu plusieurs évolutions. À chaque fois on a désiré augmenter l'hygiène ou l'efficacité de l'appareil. Il est venu à l'origine remplacer l'utilisation de serviettes. Il est nécessaire de les laver pour assurer un minimum d'hygiène. Ensuite sont apparues les serviettes en papier, jetables. Elles ont réglé le problème de l'hygiène et la contrainte du lavage ; cependant elles génèrent des déchets. Leurs impacts sur l'écologie et leurs évacuations sont sources d'inconvénients. Puis vint le sèche-mains électrique. Il n'y a plus alors le problème des déchets mais subsiste le problème hygiénique car l'air chaud favorise la prolifération des bactéries. De plus il n'est pas neutre du point de vue écologique car il consomme de l'énergie électrique.
Depuis la fin années 1990 et l’invention du sèche-mains à air pulsé par l'entreprise nippone Mitsubishi Electric (le Jet Towel, ジェットタオル en Japonais), de nouvelles technologies, de plus en plus efficaces, hygiéniques et silencieuses sont disponibles sur le marché.